# Pleurodontidae
Pleurodontidae zijn een familie van weekdieren uit de klasse van de Gastropoda (slakken).

## Geslachten
- Pleurodonte Fischer von Waldheim, 1807
- Solaropsis Beck, 1837